# Валь-де-Бань (коммуна)
Валь-де-Бань (фр. Val de Bagnes, франкопров. Comba de Bânye/Comba de Bâgne, нем. Bangital/Banietal) — коммуна в округе Энтремон, контон Вале, Швейцария. Главный офис муниципальной администрации находится в Ле-Шабль. Также имеются административный офис в Воллеже и отделение в Вербье.

## География

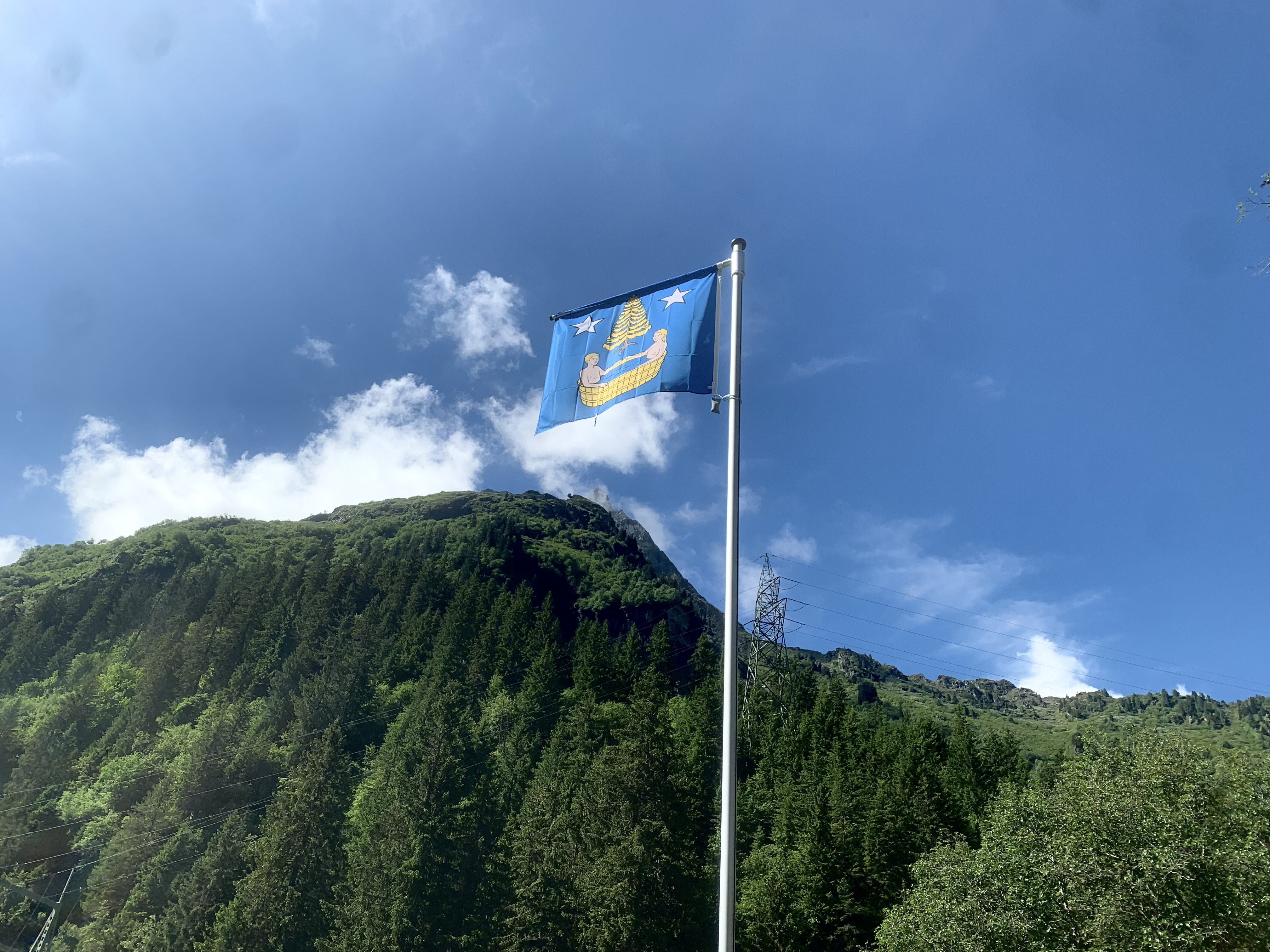
Флаг коммуны в деревне Фьонне

Коммуна Валь-де-Бань — четвёртая по величине в Швейцарии, её площадь по данным Федерального статистического управления составляет 302 км². Это делает коммуну больше, чем кантоны Шаффхаузен (298 км²), Женева (282 км²) или Цуг (238 км²).
Коммуна Валь-де-Бань расположена в регионе Нижний Вале, в округе Энтремон.
Долина, орошаемая рекой Дранс-де-Бань, проходит с юго-востока на северо-запад и открывается возле Сембранше при слиянии Дранс-де-Бань и Дранс-д’Энтремон. Отсюда Дранс впадает в Рону в излучине Мартиньи, в 15 км ниже по течению.
В коммуне расположен горнолыжный курорт Вербье.
В Валь-де-Бань много горных вершин, включая Гран-Комбен (4314 м).
На территории коммуны располагаются озеро Луви и искусственное озеро Мовуазен.

## Населённые пункты
Всего в коммуне насчитывается 26 населённых пунктов:
- Боначьесс (фр. Bonatchiesse)
- Брюзон (фр. Bruson)
- Вен (фр. Vens)
- Вербье (фр. Verbier)
- Вербье-Виллаж (фр. Verbier Village)
- Версежер (фр. Versegères)
- Виллетт (фр. Villette)
- Воллеж (фр. Vollèges)
- Кри (фр. Cries)
- Ле-Коттерж (фр. Le Cotterg)
- Ле-Леврон (фр. Le Levron)
- Ле-Плас (фр. Les Place)
- Ле-Сапе (фр. Le Sapey)
- Ле-Френьоле (фр. Le Fregnoley)
- Ле-Шабль (административный центр; фр. Le Châble)
- Луртье (фр. Lourtier)
- Медьер (фр. Médières)
- Мовуазен (фр. Mauvoisin)
- Монтанье (фр. Montagnier)
- Прарейе (фр. Prarreyer)
- Саррейе (фр. Sarreyer)
- Фонтенелль (фр. Fontenelle)
- Фьонне (фр. Fionnay)
- Шамсек (фр. Champsec)
- Шемен-Дессю (фр. Chemin-Dessus)
- Этье (фр. Etiez)

## История

Вид на коммуну (1964)

25 мая 1595 года различные деревни коммуны пострадали от ледохода Жетро. По оценкам, во время этого события погибло около 140 человек и было разрушено несколько сотен зданий, домов и шале в долине Валь-де-Бань и на равнине Мартиньи.
16 июня 1818 года в этих местах снова произошел ледоход Жетро. Наводнение произошло в 16:30 после прорыва плотины ледника выше озера Мовуазен. В глубокой долине уровень воды резко поднялся выше 15 метров с пиками более 20 метров. Помимо человеческих жертв (от 34 до 44 погибших от долмны Валь-де-Бань до Мартиньи), ущерб был очень значительным на территории общины Валь-де-Бань. Было разрушено несколько домов, шале, сараев и альпийских пастбищ. Мельницы, мосты (например, деревянный пешеходный мост в Мовуазене) и часовни (как в Шамсеке и Луртье) также были повреждены или смыты. Некоторые районы пришлось полностью перестроить, как, например, в Шамсеке.
Коммуна Валь-де-Бань была создана в результате всенародного голосования 10 февраля 2019 года. Проект слияния был представлен населению и получил одобрение жителей двух коммун, Бань и Воллеж которые с 1 января 2021 года стали единой коммуной под названием Валь-де-Бань. Жители коммуны Бань одобрили слияние 69,5 %, а жители коммуны Воллеж — 68,9 %.

## Население

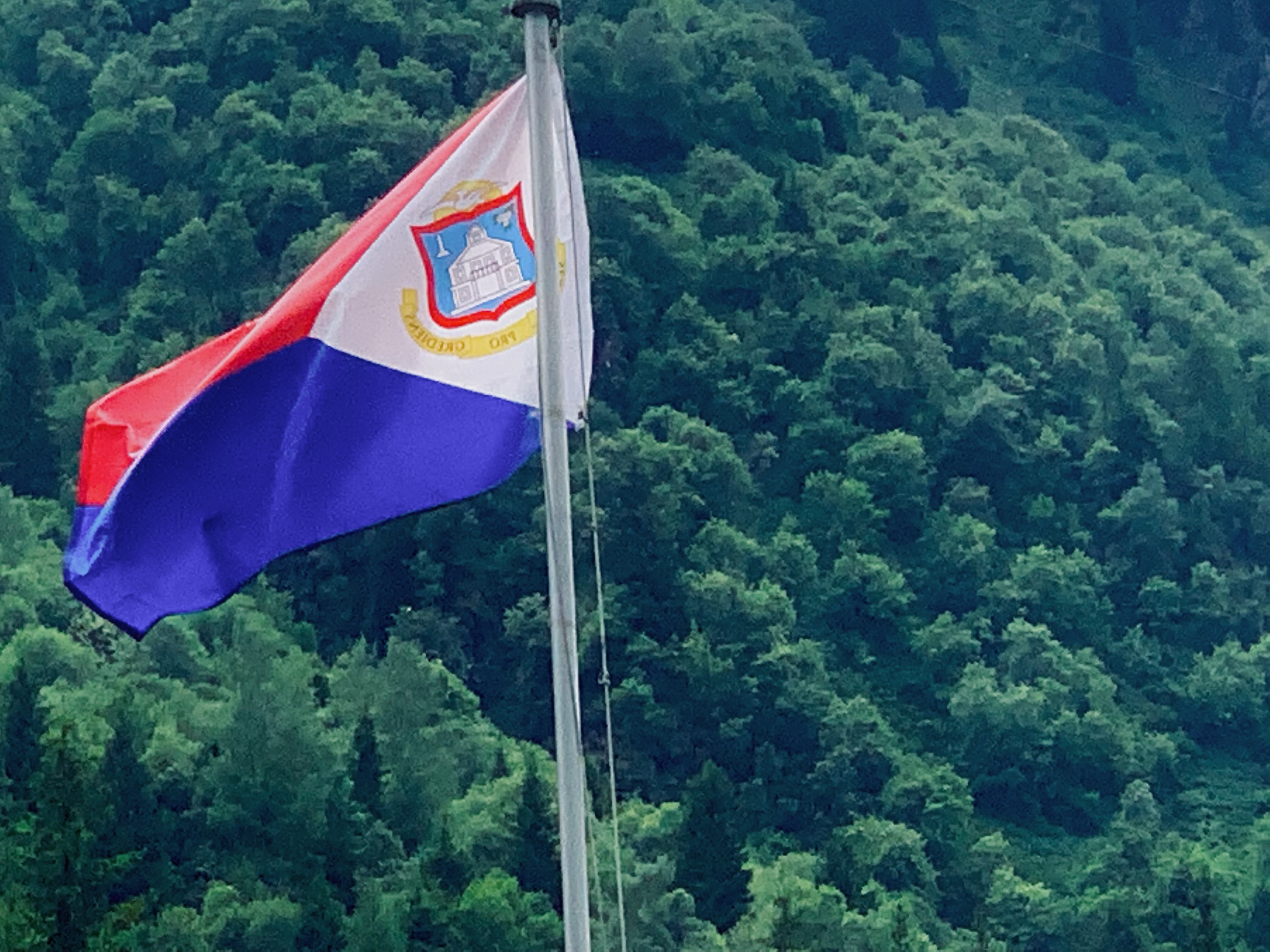
Флаг Синт-Мартена в деревне Фьонне

За последние два столетия можно выделить три фазы в эволюции населения. Первая половина XIX века характеризовалась бурным ростом. За этим последовал спад, который вначале был очень незначительным, но в итоге привел к резкому сокращению численности населения в 1920-х годах. Эта тенденция к снижению не сходила на нет до конца Второй мировой войны, когда началось быстрое восстановление, которое подтверждается из года в год с 1990 года.
Сегодня в коммуне Валь-де-Бань проживает более 10 000 человек (10 329 человек по данным переписи 2020 года). Доля жителей иностранного происхождения выросла особенно значительно в период с 2000 по 2016 год. Сейчас он превышает средние показатели по Вале и Швейцарии в целом, чего не было замечено раньше. В коммуне насчитывается 65 различных национальностей.

## Политика
Власти Валь-де-Бань состоят из:
- генерального совета, состоящий из 60 членов;
- муниципального совета, состоящий из 9 членов;
- судьи и вице-судьи

## Личности
- Андре Перроден — архиепископ Кабгайи (Руанда) родом из Бань
- Ролан Колломбен — лыжник, олимпийский призёр родом из Версежера
- Филипп Ру — лыжник и раллийный гонщик родом из Вербье
- Морис Шаппа — писатель и поэт родом из Ле-Шабль
- Уильям Бесс — лыжник родом из Брюзона
- Джеймс Блант — международный певец, имеющий собственность в Вербье
- Жюстен Мюризье — лыжник родом из Брюзона